# 2-Phenylpropionaldehyd
2-Phenylpropionaldehyd ist eine chemische Verbindung aus der Gruppe der Aldehyde.

## Vorkommen

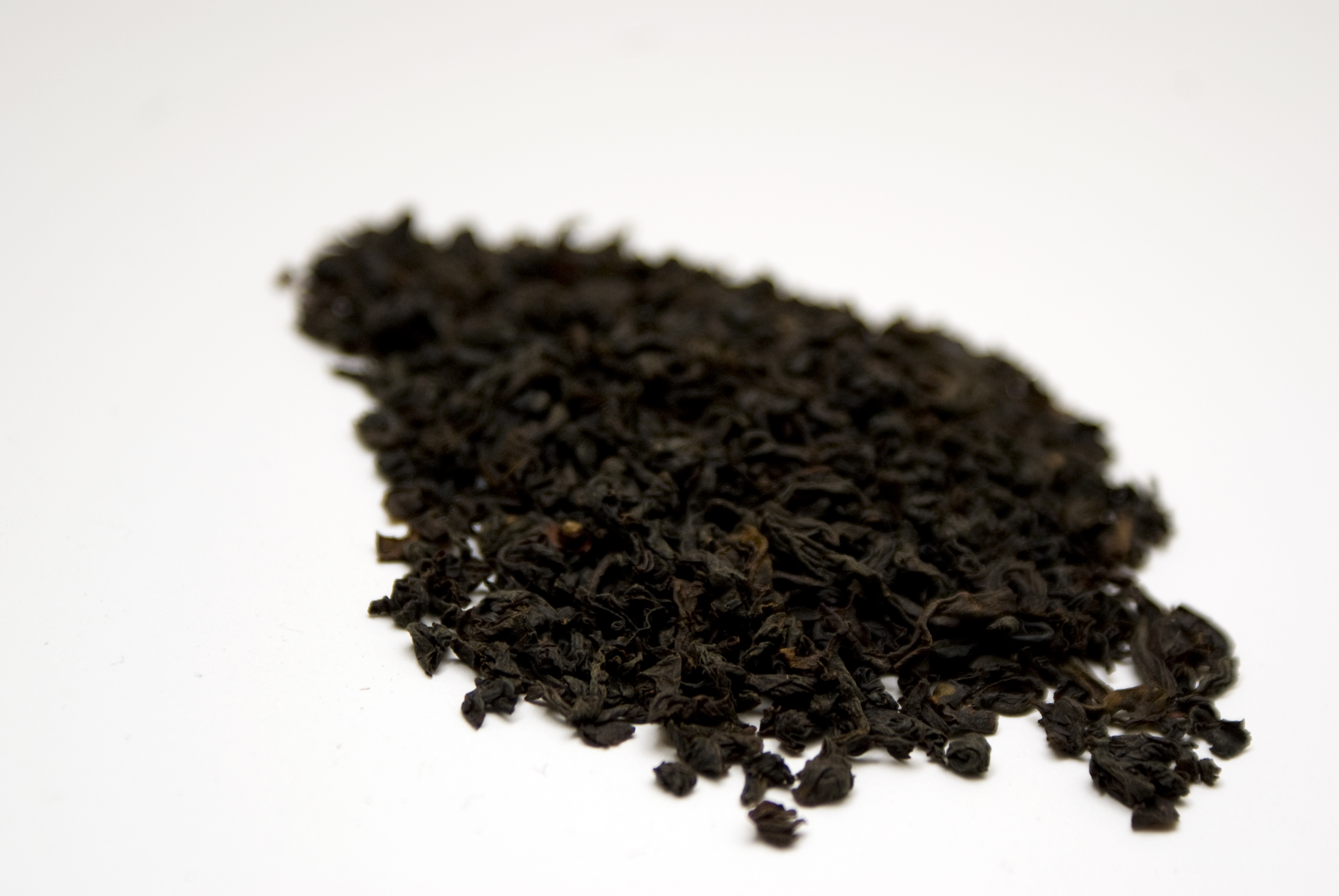
2-Phenylpropionaldehyd kommt natürlicherweise in fermentierten Tee vor

2-Phenylpropionaldehyd wurde in mikrobiell fermentiertem Tee und einigen Pilzsorten nachgewiesen.

## Gewinnung und Darstellung
2-Phenylpropionaldehyd kann durch alkalische Kondensation von Acetophenon und Chloressigsäureethylester, auch durch Destillation von 2-Phenyl-1,2-propandiol gewonnen werden.

## Eigenschaften
2-Phenylpropionaldehyd ist eine brennbare, schwer entzündbare, luftempfindliche, farblose bis gelbliche Flüssigkeit mit charakteristischem Geruch, die schwer löslich in Wasser ist.

## Verwendung
2-Phenylpropionaldehyd wird als Zwischenprodukt zur Herstellung anderer chemischer Verbindungen verwendet. Die nach Hyazinthen riechende Verbindung wird in der Parfümerie für Blütengerüche verwendet.

## Sicherheitshinweise
Die Dämpfe von 2-Phenylpropionaldehyd können mit Luft ein explosionsfähiges Gemisch (Flammpunkt 79 °C, Zündtemperatur 405 °C) bilden.